# Ànec mut del Penedès

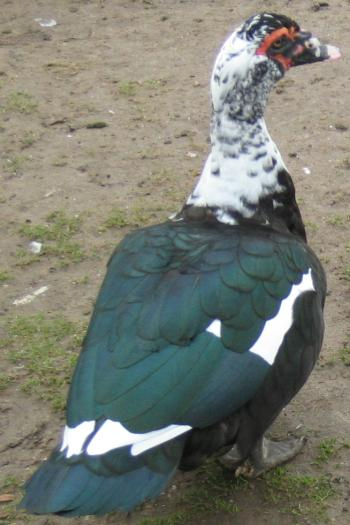
Exemplar d'ànec mut, però no és del classificat Penedès.

L'ànec mut del Penedès és un anàtid de l'espècie Cairina moschata que criat en les condicions reglamentades gaudeix de la Denominació Comarcal de Producte de Qualitat tal com apareix en el Diari Oficial de la Generalitat de 27 de juliol de 1994.
L'ànec mut és d'origen americà. Es cria tant en l'Alt com el Baix Penedès. Els pagesos del Penedès preferien criar tradicionalment ànecs muts de plomall negre amb ales blanques. És menys greixós que la majoria dels altres ànecs i, per tant, té menys colesterol i resulta més fàcil de digerir.
Els locals i les naus de cria de l'ànec mut del Penedès han d'estar en les condicions sanitàries adequades. Preferentment aquests ocells s'han de criar amb un parc annex o en un espai obert, si es fa en un local tancat cal respectar una densitat màxima de 4 ànecs per m². L'edat mínima de sacrifici és de nou setmanes per a les femelles i onze setmanes per als mascles.
L'alimentació s'ha de fer a base de cereals i dels seus derivats (amb un mínim del 70%). Totes les prescripcions de profilaxi sanitària i higiene han de ser dictades i controlades per l'òrgan competent del Departament d'Agricultura, Ramaderia i Pesca de la Generalitat de Catalunya. El criador ha de portar una fitxa de control.